# Rohoznice, Jičín
Rohoznice là một làng thuộc huyện Jičín, vùng Královéhradecký, Cộng hòa Séc.